# Лаубенгайм
Лаубенгайм (нім. Laubenheim) — громада в Німеччині, розташована в землі Рейнланд-Пфальц. Входить до складу району Бад-Кройцнах. Складова частина об'єднання громад Лангенлонсгайм.
Площа — 3,34 км2. Населення становить 797 ос. (станом на 31 грудня 2020).

## Галерея

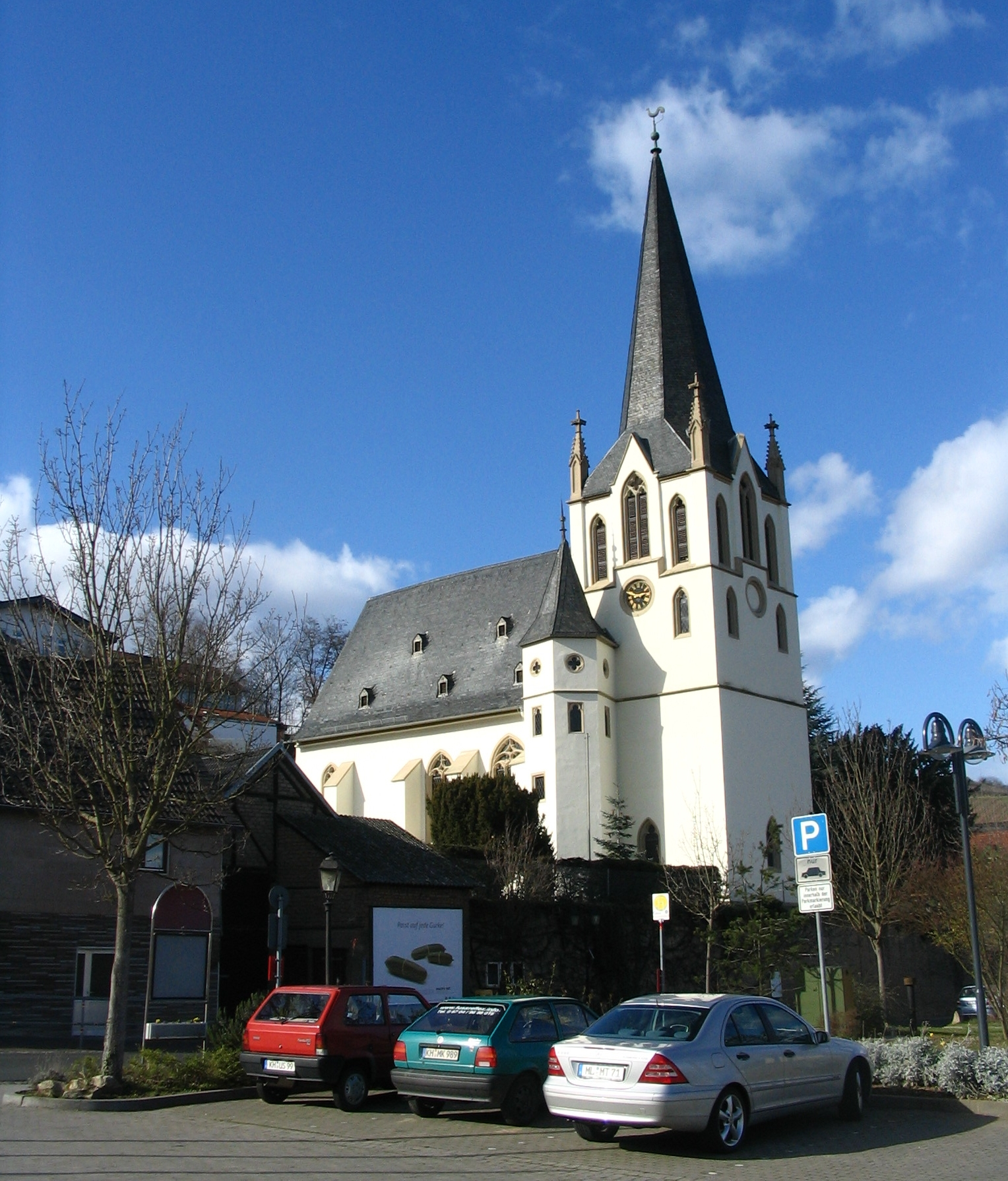
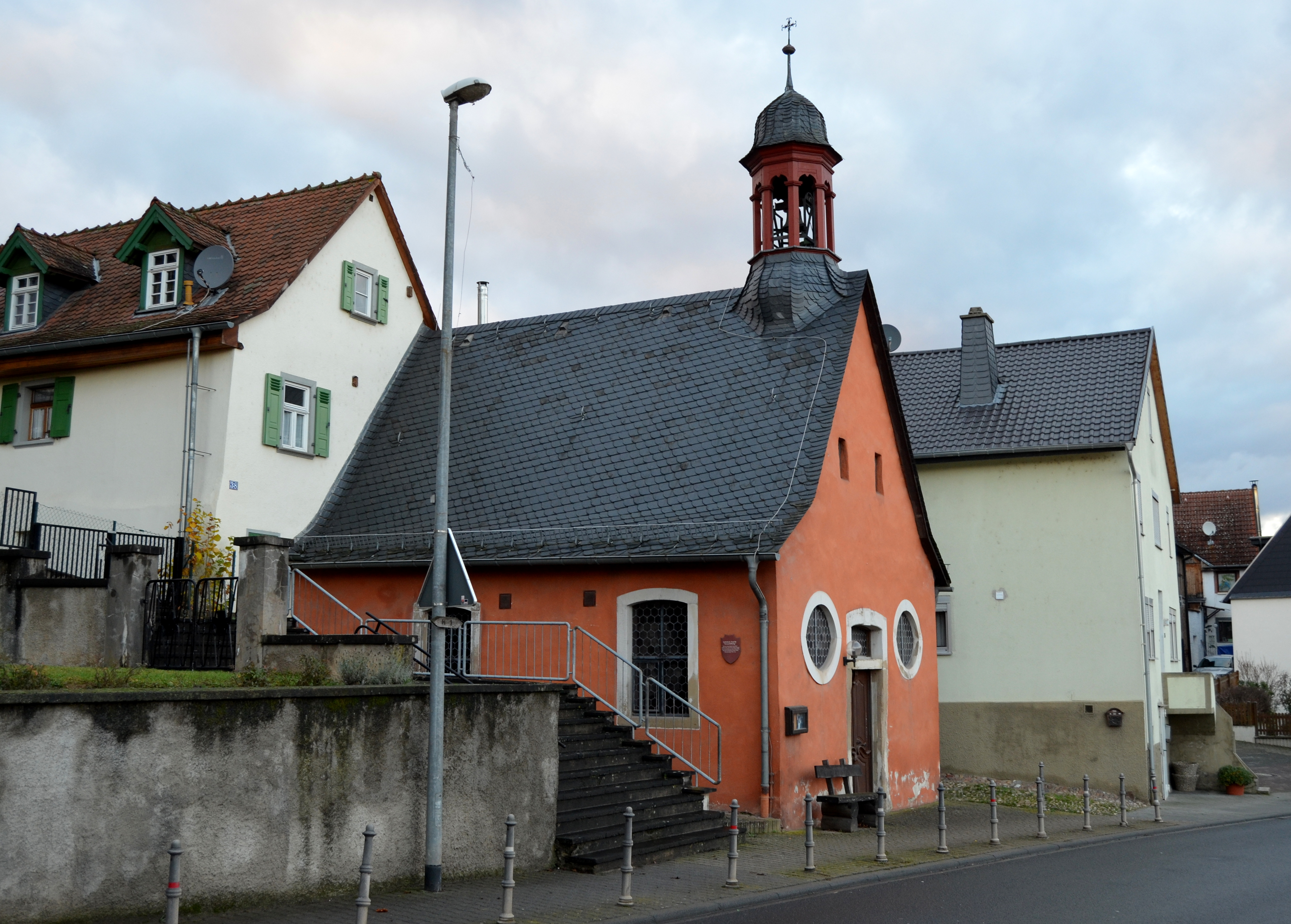